# Biblioteca Pública de Nebraska, Madison
La biblioteca Pública de Nebraska, Madison es una biblioteca rural que sirve a los residentes de Madison, Nebraska. La biblioteca ofrece 23 000 artículos a todos los usuarios de la biblioteca, incluyendo películas, audiolibros, libros y revistas. Alrededor de 13 000 artículos se piden prestados por residentes en la zona anualmente. Cuatro computadoras públicas de Internet están disponibles.
Los socios de la biblioteca, con la Sociedad Histórica de Madison, celebran anualmente una festividad, un evento que sirve para recaudar fondos para las escuelas locales; se celebra cada mes de marzo. La biblioteca también alberga un programa de lectura de verano anual, con artistas, artesanías, y la programación, por lo general se llevan a cabo semanalmente durante todo el verano.